# 无知少女 (政治术语)
「无知少女」是一個中國官場俚語，特指中國大陸官員體系中具備「无党派（民主党派人士）、知识分子、少数民族、女性」等條件的幹部類型。此外另有「下流无知少女」一詞，包含具備「下过基层锻炼、（曾經）『流』洋」以及上述各條件的幹部類型，被視為前者說法的升級版本。

## 概況
中国干部任免规定，须为“无知少女”类的官员保留一定的位置，而如果某位女性官员同时满足两至四项条件，那相对而言会比其他女性官员有着更快的升迁通道。
据2014年2月的数据，中国内地31个省市自治区直辖市正副职领导干部中共有男性241位女性30位，这30位女性高级干部中超过九成至少满足两个条件，其中27位满足两个条件、13位同时满足三个条件、1位同时满足所有四个条件。但是，无知少女类的干部普遍是排名靠后的副职，30位女性省级高官中正职干部仅1人、常务副职仅2人，而其余27人均为副职干部。1998年至2008年期间，河北省115个县县委书记、县长的相关研究中，有348个完整数据，其中女性只有15人，占4.3%，是极少数:91—92。
「无知少女」的说法也流行于人大代表的选举中，初衷是为了优化代表的组成结构，使得参政议政的渠道更加通畅，但个别地方为了单纯实现比例的升降，而刻意推选「无知少女」当人大代表的做法。

## 註腳
1. ↑  同類詞彙還有「台阶式官员」和「直升机式官员」等等

## 另見
- 无知少女